# Gustav Hülsenberg
Gustav Hülsenberg (* 31. Januar 1812 in Hamburg; † 19. Dezember 1865 ebenda) war ein Hamburger Abgeordneter.

## Leben
Hülsenberg war 1850 und 1851 ehrenamtlich als Armenpfleger tätig. Er war in den Jahren 1851 und 1852 Hauptmann der 2. Kompanie des 3. Bataillons des Bürgermilitärs. Der Weinhändler gehörte der Hamburgischen Bürgerschaft von 1859 bis 1865 als Abgeordneter an. 